# Jules Mazarin
Jules Raymond Mazarin (Pescina, in de Abruzzen, 14 juli 1602 – Vincennes, 9 maart 1661), beter bekend als kardinaal Mazarin, was een Franse kardinaal van Italiaanse afkomst. Hij was Frankrijks eerste minister, in opvolging van kardinaal de Richelieu, en was tot zijn dood de sterke man van Frankrijk.

## Naam
Jules Raymond Mazarin is de verfransing van zijn oorspronkelijke naam, Giulio Raimondo Mazzarino of Maz(z)arini. Vroeger kwam ook wel de vernederlandsing Julius Mazarijn voor.

## Biografie
Mazarin was de oudste zoon van Pietro Mazzarini, hoveling in de Pauselijke Staat, en Ortensia Bufalini. Hij genoot zijn opleiding bij de jezuïeten in Rome en studeerde nadien rechten aan universiteiten in Spanje en Italië. Hij ging in 1622 in krijgsdienst in het pontificale leger. In diplomatieke kringen werd hij opgemerkt door zijn bemiddelaarsrol namens de paus in de Mantuaanse Successieoorlog. In Lyon leerde hij in 1630 kardinaal de Richelieu kennen, die hem met eerbetoon en kostbaarheden overlaadde en hem vervolgens als Frans diplomatiek agent in Italië gebruikte. Frankrijk kwam dan ook goed bedeeld uit de successieoorlog met de Vrede van Cherasco (1631).
In 1632 werd hij geestelijke en in 1634 kwam hij aan in de pauselijke stadstaat Avignon als vice-legaat. Van 1634 tot 1636 was hij apostolische nuntius te Parijs en kreeg in 1641 de rang van kardinaal. Pas in 1639 trad hij officieel in Franse dienst. Door zijn stevige diplomatieke reputatie en zijn charme maakte hij zich geliefd, ook bij koning Lodewijk XIII van Frankrijk. Mazarin werd in 1642 door Richelieu op diens sterfbed aan de Franse koning als zijn opvolger als eerste minister aanbevolen. Toen de koning spoedig daarna zelf overleed (1643) maakte Mazarin zich bij de regentes Anna van Oostenrijk onmisbaar door zich bij geen van de hofpartijen aan te sluiten, maar zich van elk daarvan te bedienen. Weldra was het een publieke roddel dat er een verhouding bestond tussen hem en de regentes.
Mazarin zette de buitenlandse politiek van Richelieu voort in de Dertigjarige Oorlog, die leidde tot de voor Frankrijk voordelige Vrede van Westfalen (1648). Zijn drukkende belastingen leidden echter tot een staatsgevaarlijke oppositie en deze weer tot de burgeroorlog van la Fronde. Hij bood Alexander du Puy de maarschalktitel aan als hij terug zou keren naar het katholieke geloof. Twee keer, van februari tot december 1651 en van augustus 1652 tot 3 februari 1653, moest Mazarin het land verlaten, maar vanuit het kasteel Brühl, bij Keulen, leidde hij nog de politiek van de Franse regering. Zo wist hij een scheuring tussen de Frondisten teweeg te brengen en na zijn terugkeer de orde te herstellen, daarbij steunend op de burgerij. Van dat ogenblik af was zijn macht onbeperkt. Carlo III Gonzaga, een spilziek vorst verkocht in 1657 Mayenne en vervolgens Nevers en Rethel in 1659 uit geldnood aan Mazarin. Hij verbond zich met de Engelse protestantse machthebber Oliver Cromwell tegen Spanje en dwong de voor dit land nadelige Vrede van de Pyreneeën af (1659).
Intussen onderwees de kardinaal de jonge koning Lodewijk XIV in de politiek: hij leerde hem van wantrouwen vervuld te zijn tegenover iedere onderdaan en alles op te offeren aan het staatsbelang, zelfs zijn familiebelang. Bij de vrede met Spanje haalde hij de koning over te huwen met de infante Maria Theresia van Spanje en te breken met Mazarins nicht, Maria Mancini, op wie de jonge Lodewijk verliefd was. (Mazarin haalde al zijn neven en nichten naar Parijs.) Hierdoor kreeg Lodewijk XIV een voet tussen de deur bij de Spaanse Habsburgers, wat politiek gezien veel belangrijker was. Het huwelijk was één der sluitstenen van de vrede, maar doordat Spanje de beloofde bruidsschat van Maria-Theresia niet kon betalen werd dat als voorwendsel gebruikt voor een nieuw conflict, de Devolutieoorlog, waarbij de Spaanse Nederlanden en Franche-Comté als genoegdoening werden geëist.
Mazarin was uiterlijk een beminnelijk man, maar uiterst hebzuchtig. Hij vergaarde een astronomisch fortuin en spreidde grote weelde tentoon. Hij had de reputatie onverslaanbaar te zijn aan de speeltafel. Hij is de stichter van de Bibliothèque Mazarine en van het Collège des Quatre-Nations te Parijs. Zijn omvangrijke correspondentie werd onder de titel Lettres du cardinal Mazarin pendant son ministère in 9 delen uitgegeven door A. Chéruel vanaf het jaar 1872. Mazarins grote betekenis ligt echter in de consolidatie van de absolute monarchie in Frankrijk. Op zijn sterfbed zou hij Lodewijk XIV aangeraden hebben geen eerste minister meer te nemen.